# تي جي في الأطلنطي
تي جي في الأطلنطي (بالفرنسية: TGV Atlantique)‏ هو قطار كهربائي فرنسي فائق السرعة وتبلغ سرعته القصوى إلى 515 كم/في الساعة وقد صنع هذا القطار عن طريق الشركة الفرنسية المعروفة ألستوم.